# 韓絳
韓絳（1005年—1088年），字子華，開封雍丘（今河南杞縣）人。韓億之三子，韓綜之弟，韓維、韓縝之兄。

## 生平
以父蔭補太廟齋郎，遷大理評事。宋仁宗慶曆二年（1042年）進士，除太子中允、通判陳州。不久，他進入集賢院，在開封府任職推官，有名叫冷青的男子自稱母親剛在皇宮獲寵幸後，就懷孕而生下他。府尹認為他狂妄，上奏流放汝州。韓絳認為若他流放在外，將煽惑群眾，並追查案件，發現其母親曾在皇宮工作，離宮後才嫁給冷緒，生一女兒後才生冷青，冷青因此被判處棄市。
在任職戶部判官期間，江南發生饑災，韓絳推行便民事數十條，又向宣州官吏質詢貪污不法情況，使百姓喜悅。後來他返回朝廷，修起居注、擢右正言。宋仁宗曾提醒韓絳要注意言行，「用卿出自朕，卿凡論事，不宜過激，當存朝廷大體，要令可行，毋使朕為不聽諫者。」後來因道士趙清貺出入宰相龐籍家企圖賂賄一事發生爭執，辭去正言職務。翌年知制誥，駐守河陽。嘉祐元年（1056年），黃河在商洛決堤，宋仁宗用李仲昌建議，將河水引導至六塔河，但不見成效，任命韓絳安撫河北。不久，韓絳上奏彈劾李仲昌，指他蠹國害民，罪不可貸，使後者貶職。
後來韓絳被調往瀛州，歐陽修等人要求挽留，「絳宜在朝廷，瀛非所處也。」留知諫院，糾察在京刑獄。為翰林學士、御史中丞。韓絳以敢言聞名，在朝廷與群臣關係不佳，因富弼欲任用張茂實為禁軍統領，反對不遂，被免御史中丞。其後被貶為蔡州知州。
韓絳被調往慶州後，熟羌佔領堡壘作亂，他一日之間將動亂剿平。升任端明殿學士、知成都府。宋英宗時，迁给事中。治平二年（1065年）权知开封府。
宋神宗即位後，韓琦推薦韓絳，韓絳獲任命為樞密副使，掌握軍機大權，神宗對他非常信任，詢問軍政大事，後來他分析差役法的流弊，願意編修免役法，自此參與變法。韓絳接替陳升之，與王安石一同制定三司條例。韩绛支持王安石的主张，王安石每上奏言事，韩绛总是说，「臣看到王安石所陈述的与其他人都不一样，都十分妥当可以实行，陛下应仔细考察。」（「臣見安石所陳非一，皆至當可用，陛下宜省察」）
熙寧三年（1070年）獲任命為參知政事，不久西夏來犯，韓絳和王安石都要求上前線調查，韓絳指王安石應留在朝廷，讓他視察，神宗任命他為陝西宣撫使，不久又兼管河东。神宗指示韩绛有随机处置之权，所有事情不必禀报，并赐予空名告敕若干，令韩绛可以自行任命官员。十二月，在军中拜同中书门下平章事，昭文馆大学士，在延安设置幕府。韓絳不熟悉軍務，聽從知青澗城种諤之言，進軍橫山，又犒賞蕃兵，加上他将骑兵的战马赐予番兵之事，使骑兵對他頗有怨言。宋軍冒着風雪建造撫寧堡，其後青澗城和撫寧堡失守，韩绛派遣各路军马前去救援，引起慶州軍士作亂。朝廷歸咎韓絳失職，被免相位，貶為鄧州知州。
王安石第一次罷相後，韓絳接任宰相，與呂惠卿政見不合，案卷遲遲未決，遂私下請求皇帝重新起用王安石。但王安石復相後，韓絳與王安石经常政見不合。某次，二人因劉佐一案發生爭執，皇帝介入也無法解決。神宗认为这是小事，不值得争执，韩绛说，「小事尚且无法决断，何况那些大事呢！」最終劉佐被逐，韓絳也辭任相位，出任許州知州。
元丰元年（1078年），知定州。元丰六年，知河南府。夏季，天下大雨，河南百姓被水淹死的人很多。韩绛发放粮食赈济灾民，围绕全城修筑堤防。数月后，又发生大水，百姓因为韩绛的处置而免除水患。哲宗即位，任韩绛为镇江军节度使、开府仪同三司，封为康国公，为北京留守。黄河在小吴决口，都水司建议依傍魏城开凿水渠东达金堤，这一工程劳役繁重。韩绛说，「这个方案一定不能收到实效，白白耗费国家财力，让魏人流浪迁移，不是一种办法。」他三次上奏，请求停止这一举动。元祐二年（1087年），以司空、检校太尉致仕。元祐三年（1088年）卒，終年七十七歲。

## 家庭
父
- 韓億

妻
- 范氏（1015年—1067年），范旻孫，范令孫女

兄
- 韓綱
- 韓綜

弟
- 韓繹
- 韓維
- 韓縝
- 韓緯
- 韓緬

子
- 韓宗師

## 延伸阅读
[在维基数据编辑]
 《宋史·卷315》，出自脱脱《宋史》
 在维基共享资源阅览影像